# 南美角蛙
南美角蛙（学名：Ceratophrys cranwelli）又名綠角蛙、翡翠角蛙，分佈南美洲阿根廷、玻利維亞、巴拉圭及巴西的大廈谷地帶。幼體通常呈淺綠色，成體則大部分為褐色（也有綠色或橘色但很稀少），是此種的最大特色，全身有較大的不規則斑塊，臉部也呈斑塊狀。本種在乾旱期會自己用繭包起埋在地下，到了雨季來臨會爬出來繁殖。一次有12～35個卵塊附著在水草上。全部約有2000～4000顆卵。體（肛吻）長約 8—13 cm（3.1—5.1英寸），體重則可至 0.5（1.1磅）。目前市面上的角蛙（包括白子）大部分為本種。

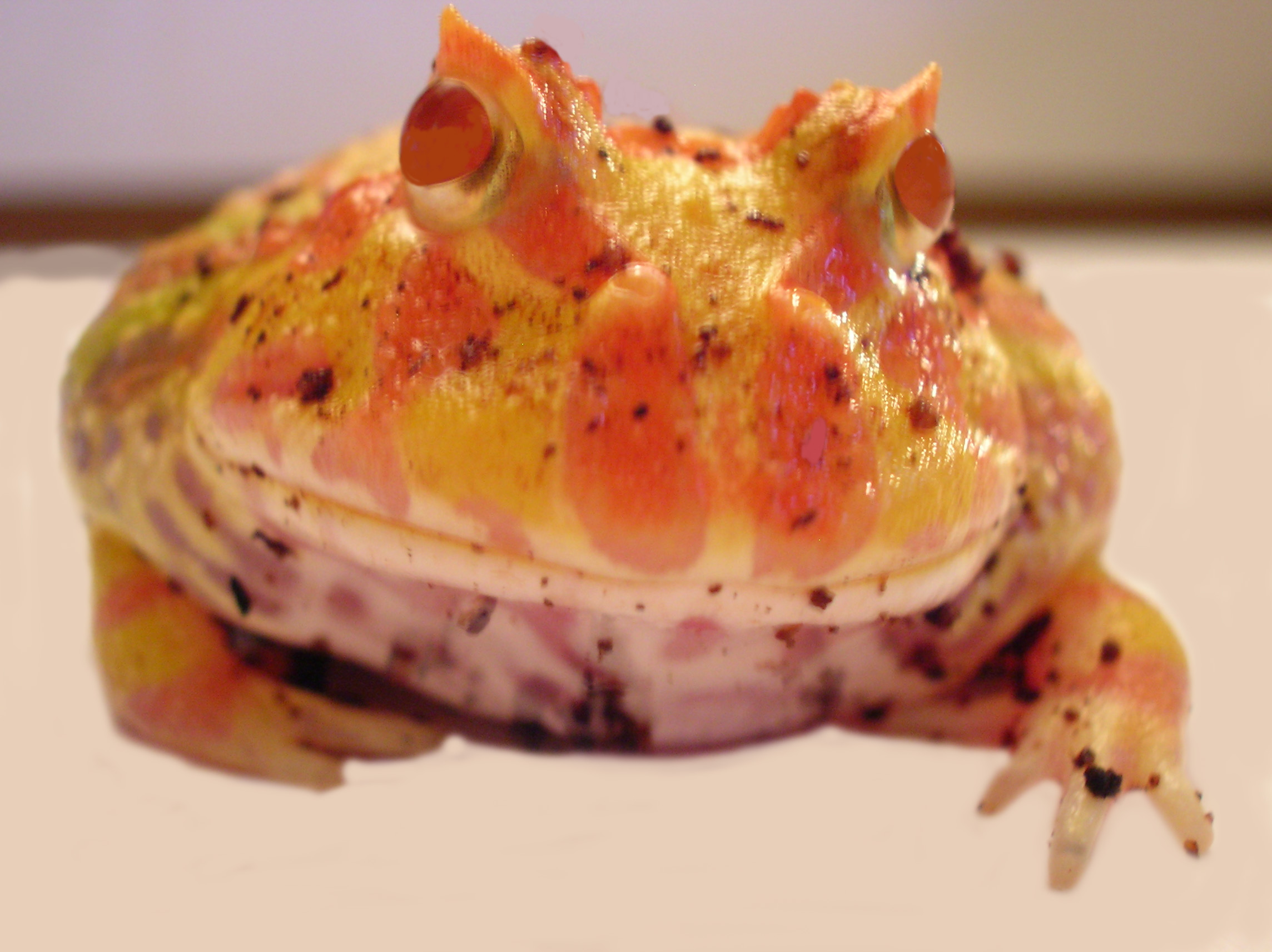
南美角蛙白子

南美角蛙背側的顏色多為深綠及棕色，而白化症個體則為橘色與黃色。這樣的顏色可以在南美角蛙捕食時提供偽裝。牠們為潛伏型掠食者，利用有黏性的舌頭將獵物拉入口中，以昆蟲或其他體型相近的動物為食，甚至是其他種類的青蛙。南美角蛙在吞嚥獵物時有時會因為獵物體型過大而噎死。
南美角蛙為夜行性，在休息時眼瞼不會閉合。在環境變得惡劣時，南美角蛙會進入夏眠，全身會被一層皮膚形成的厚膜包覆以鎖住體內的水分來維持正常呼吸。在夏眠結束時，南美角蛙會利用前後腿將膜撐破。